# ROH 파이널 배틀
파이널 배틀은 링 오브 오너가 주관하는 월간 페이퍼뷰로 매년 12월말에 진행된다. 원래는 페이퍼뷰가 아닌 하우스 쇼로 진행되었으나 2009년부터 페이퍼뷰 방식으로 변경되었으며, 링 오브 오너의 역사상 첫 번째 라이브 인터넷 방식 페이퍼뷰이다.

## 결과

### 2009년
- 다크매치 1 : 앤디 리즈가 알렉스 페인에게 승리
- 클라우디오 캐스터그놀리가 레트 티튜스 , 콜크 카바나 , 캐니 오메가와의 픽 6 콘텐더 시리즈 4자간 서바이벌 경기에서 승리
- 에릭 스티븐스 & 비손 스미스가 딜릴리어스 & 바비 뎀프씨에게 승리
- 에디 킹스턴이 크리스 히어로와의 파이트 위드아웃 아너 경기에서 승리
- 영 벅스 (맷 & 닉 잭슨)가 캐빈 스틴 & 엘 제네리코에게 승리
- 캐니 킹이 로데릭 스트롱과의 픽 6 콘덴서 시리즈 경기에서 승리
- 락키 로메로가 알렉스 코슬로프에게 승리
- 브리스코 형제가 아메리칸 울브스 (에디 에드워즈 & 데이비 리쳐즈)를 꺾고 새로운 RoH 월드 태그팀 챔피언에 등극
- 잭 에반스가 테디 하트와의 언섹션드 경기에서 승리 (특별 심판 : 줄리어스 스모스크)
- 오스틴 에리즈가 타일러 블랙과의 시간 제한 경기에서 승리하여 RoH 월드 타이틀 방어에 성공

### 2010년
- 올 나잇 익스프레스 (캐비 킹 & 레튜 티튜스)가 카일 오'라일리 & 아담 콜에게 승리
- 콜트 카바나가 TJ 퍼킨스에게 승리
- 사라 델 레이 & 세레나 딥이 데이지 헤이즈 & 어메이징 콩에게 승리
- 에디 에드워즈가 선제이 더트에게 승리
- 호미사이드가 크리스토퍼 다니엘스에게 승리
- 브리스코 형제 & 마이크 브리스코가 킹스 오브 레슬링 (크리스 히어로 & 클라우디오 캐스터드놀리) & 셰인 헤거던에게 승리
- 로데릭 스트롱이 데이비 리쳐즈를 꺾고 RoH 월드 타이틀 방어에 성공
- 엘 제네리코가 캐빈 스틴과의 언섹션드 파이트 위드아웃 아너 경기 (엘 제네리코의 마스크와 캐빈 스틴의 RoH 탈단 여부가 걸림)에서 승리

### 2011년
- 마이클 엘진이 TJ 퍼킨스에게 승리
- 토마쏘 씨암파가 지미 레이브에게 승리
- 제이 리썰이 엘 제네리코 , 마이크 배넷을 꺾고 RoH 월드 텔레비전 타이틀 방어에 성공
- 캐빈 스틴이 스티브 코리노와의 NO DQ 경기 (캐빈 스틴의  RoH 복귀 여부가 걸림)에서 승리
- 영 벅스가 퓨쳐 쇼크 , 캐프리스 콜맨 & 세드릭 알렉산더 , 브라바도 형제 , 올 나잇 익스프레스를 꺾고 차기 RoH 월드 태그팀 타이틀 지명도전자로 선정
- 로데릭 스트롱이 크리스 히어로에게 승리
- 브리스코 형제가 레슬링스 그레이티스트 태그팀 (찰리 하스 & 셸턴 벤자민)을 꺾고 새로운 RoH 월드 태그팀 챔피언에 등극
- 데이비 리쳐즈가 에디 에드워즈를 꺾고 RoH 월드 타이틀 방어에 성공

## 같이 보기
- 임팩트 레슬링 바운드 포 글로리
- 노멤버 투 리멤버
- 레슬매니아